# UB143 (潜水艦)

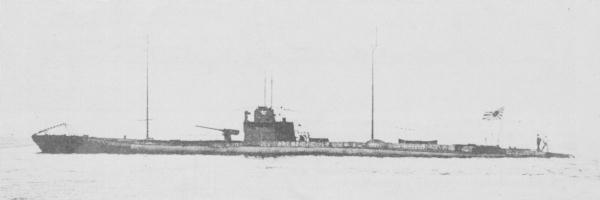
〇七潜水艦

UB143はドイツ海軍のUBIII型潜水艦(Uボート)。沿岸用小型潜水艦。
ヴェーザー社で建造され、1918年8月21日に進水、同年10月3日に竣工した。第一次世界大戦末期の就役のため、戦果や戦歴は特にない。戦後ほかの潜水艦とともに日本に戦利獲得され、同年12月19日受領。マルタ島から第二特務艦隊によって横須賀に回航、日本海軍籍には編入されず、潜水艦の実験等に利用された後に解体された。日本における名称は〇七潜水艦（仮称）である。

## 諸元
- 常備排水量：510ｔ
- 全長：55.9m
- 主機：ディーゼル/電動機
- 出力：水上1,060馬力、水中788馬力
- 速力：水上13.9kt、水中7.6kt
- 兵装：10.5cm単装砲1門、魚雷発射管5門